# Occhi negli occhi (album)
Occhi negli occhi è il decimo album degli Stadio, pubblicato dalla EMI Italiana (catalogo 7243 5408302 0) nel 2002.
Raggiunge la posizione numero 7 nella classifica italiana.

## I brani
- Una casa nuova
Canzone scritta da Francesco Guccini (musicata da Gaetano Curreri) per Patty Pravo che l'ha inserita nell'album Notti, guai e libertà (1998)[5]. Edizioni musicali EMI Music Publishing.
- Un vecchio errore
Brano precedentemente inciso dal suo autore Paolo Conte e pubblicato nell'album Parole d'amore scritte a macchina (1990). Edizioni musicali Sugar Music.

## Tracce
Gli autori del testo precedono i compositori della musica da cui sono separati con un trattino. Nessun trattino significa contemporaneamente autori e compositori.
Edizioni musicali (eccetto 8,11) EMI Music Publishing, Bollicine.
1. Sorprendimi – 4:11 (testo: Saverio Grandi – musica: Saverio Grandi, Gaetano Curreri)
2. Chiaro – 4:05 (testo: Saverio Grandi – musica: Saverio Grandi, Gaetano Curreri)
3. Sei tutto quel che ho – 5:03 (testo: Marco Forlani, Gaetano Curreri – musica: Andrea Fornili, Gaetano Curreri)
4. Il segreto – 5:03 (testo: Saverio Grandi – musica: Saverio Grandi, Gaetano Curreri)
5. Ci vuole fortuna – 4:11 (testo: Saverio Grandi – musica: Saverio Grandi, Andrea Fornili, Gaetano Curreri)
6. Non ti sembra? – 5:24 (testo: Saverio Grandi – musica: Saverio Grandi, Gaetano Curreri)
7. Amo solo te – 4:25 (testo: Saverio Grandi – musica: Saverio Grandi, Andrea Fornili, Gaetano Curreri)
8. Una casa nuova – 4:23 (testo: Francesco Guccini – musica: Gaetano Curreri)
9. Montagne russe – 4:40 (testo: Saverio Grandi – musica: Andrea Fornili, Gaetano Curreri)
10. Continua così – 4:58 (testo: Massimiliano Rea, Giacomo Esposito – musica: Andrea Fornili, Gaetano Curreri)
11. Un vecchio errore – 4:52 (Paolo Conte)
12. ...È tutto qui – 1:55 (Alessandro Magri, Saverio Grandi, Gaetano Curreri)

## Formazione
Gruppo
- Gaetano Curreri – voce, cori
- Andrea Fornili – chitarra, (3, 7, 9, 10): arrangiamento, tastiera, programmazione
- Roberto Drovandi – basso, stick (8)
- Giovanni Pezzoli – batteria

Altri musicisti
- Nicolò Fragile – arrangiamento (1, 2, 6, 8, 10 e 11), tastiera, programmazione
- Saverio Grandi – chitarra acustica (2), arrangiamento (4, 5 e 12)
- Alessandro Magri – arrangiamento, tastiera, programmazione (4, 5 e 12)
- Seby Barbagallo – tastiera e groove aggiuntivi (1, 2, 8 e 11)
- Orchestra Anthony Flint – strumenti ad arco (2, 3, 4, 6, 9, 11 e 12)